# Torrock
Pour les articles homonymes, voir Torok.
Torrock (ou Torok) est une localité de l’ouest du Tchad chef-lieu de sous-préfecture du département du Mayo-Dallah.

## Géographie
La localité est située à 38 km au nord du chef-lieu de département : Pala sur l’axe Pala – Fianga.